# Glacier du Mont-Tondu
Le glacier du Mont-Tondu est un glacier de France situé dans le massif du Mont-Blanc, sur la commune des Contamines-Montjoie.
Le glacier nait sur l'ubac du mont Tondu à environ 3 100 mètres d'altitude et s'écoule vers le nord-est en direction du glacier de Tré-la-Tête. Il est dominé au sud-ouest par le Pain de Sucre et la pyramide Chaplan du mont Tondu, au sud par le col du Mont-Tondu et au sud-est par l'aiguille des Lanchettes.